# Diamantino
Diamantino is een gemeente in de Braziliaanse deelstaat Mato Grosso. De gemeente telt 18.989 inwoners (schatting 2009).
De gemeente grenst aan Alto Paraguai, Nortelândia, Nova Maringá, São José do Rio Claro, Nova Mutum, Nobres, Campo Novo do Parecis, Tangará da Serra en Nova Marilândia,